# Eckershof (Stein)
Eckershof (fränkisch: Ägaschhuf) ist ein Gemeindeteil der Stadt Stein im Landkreis Fürth (Mittelfranken, Bayern). Eckershof liegt in der Gemarkung Stein.

## Geographie
Im Dorf entspringt der Herbstgraben, ein linker Zufluss der Rednitz. 0,5 km südwestlich liegt das Waldgebiet Brackerslohe, 0,5 km westlich das Flurgebiet Straßäcker. Eine Gemeindeverbindungsstraße führt nach Bertelsdorf (0,7 km nordöstlich) bzw. an Göckenhof vorbei nach Nemsdorf zur Kreisstraße RH 11 (2,2 km südlich). Eine weitere Gemeindeverbindungsstraße führt nach Gutzberg (1,4 km westlich).

## Geschichte
Der Ort wurde 1303 als „Öckershof“ erstmals urkundlich erwähnt. Der Ortsname hat als Bestimmungswort den Personennamen des Gründers, wobei unklar ist, ob dieser Otgerjes oder Eckehard hieß.
Im Jahre 1732 gab es laut den Oberamtsbeschreibungen von Johann Georg Vetter in Eckershof zwei Anwesen. Der eine Ganzhof unterstand dem Spitalamt Heilig Geist der Reichsstadt Nürnberg und der andere Ganzhof dem Nürnberger Eigenherrn von Stromer. Gegen Ende des 18. Jahrhunderts bildete Bertelsdorf mit Eckershof eine Realgemeinde. In Eckershof gab es 3 Anwesen. Das Hochgericht übte das brandenburg-ansbachische Richteramt Roßtal aus. Die grundherrschaftliche Aufteilung war dieselbe wie 1732. Es kam aber zur Zerschlagung des Stromer’schen Hofes in 2 Halbhöfe. Unter der preußischen Verwaltung (1792–1806) des Fürstentums Ansbach erhielt Eckershof die Hausnummern 8 bis 11 des Ortes Bertelsdorf.
Von 1797 bis 1808 unterstand der Ort dem Justiz- und Kammeramt Schwabach. Im Rahmen des Gemeindeedikts wurde 1808 Eckershof dem Steuerdistrikt Regelsbach (I. Sektion) und der 1818 gebildeten Ruralgemeinde Regelsbach zugeordnet. 1925 beantragten Bertelsdorf und Eckershof die Umgemeindung nach Stein, was aber von der Gemeinde Regelsbach abgelehnt wurde. Am 1. Januar 1967 wurde Eckershof nach Stein eingegliedert.

## Einwohnerentwicklung
| Jahr      | 001818 | 001840 | 001861 | 001871 | 001885 | 001900 | 001925 | 001950 | 001961 | 001970 | 001987 |
| Einwohner | 34     | 44     | 52     | 57     | 54     | 52     | 47     | 71     | 93     | 97     | 56     |
| Häuser    | 5      | 4      |        |        | 6      | 6      | 8      | 9      | 19     |        | 17     |
| Quelle    | [ 13 ] | [ 14 ] | [ 15 ] | [ 16 ] | [ 17 ] | [ 18 ] | [ 19 ] | [ 20 ] | [ 21 ] | [ 22 ] | [ 1 ]  |

## Religion
Der Ort ist seit der Reformation evangelisch-lutherisch geprägt und war ursprünglich nach St. Laurentius (Roßtal) gepfarrt, wurde dann im frühen 19. Jahrhundert nach St. Johannes Baptist (Eibach) umgepfarrt, spätestens ab 1950 nach St. Jakobus (Oberweihersbuch). Die Katholiken waren ursprünglich nach St. Sebald (Schwabach) gepfarrt, heute ist die Pfarrei St. Albertus Magnus (Stein) zuständig.